# Downs (Kansas)
Downs – miasto w Stanach Zjednoczonych, w stanie Kansas, w hrabstwie Osborne.